# ムーンライト号 (高速バス)
ムーンライト号（ムーンライトごう）は、かつて京都府京都市・大阪府大阪市・兵庫県神戸市と福岡県北九州市・福岡市を結んだ高速バス路線である。2017年3月31日をもって運行休止された。
本項では、ムーンライト号の派生系統であったちくご号及び期間限定で運行されていた福岡・北九州 - ユニバーサル・スタジオ・ジャパン線についても記す。

## 概要
1983年3月24日の中国自動車道全通により近畿と九州が高速道路で直結されたのを機に、同日から運行を開始した夜行高速バス路線である。「ムーンライト」の愛称は当時の阪急バス社長の命名と言われている。
1980年に国鉄山陽本線経由の座席急行列車が廃止されたことや飛行機の空白時間を埋める時間帯で大阪～福岡間を直結することで開業時から人気を集め、この路線の成功が、他の路線バス事業者がこぞって夜行高速バスに参入するきっかけとなったこともあり、加えて現在の夜行高速バスで主流形態となっている「起終点事業者による『共同運行』」「運賃収入を一旦プールし、走行距離に応じて業者に配分する『プール精算制』の採用」「2人がけ4列の概念を打ち破った『1人がけ独立3列シート』の導入」をいずれも初めて行った路線でもあることから、日本の夜行高速バスの歴史の中でもエポックメイキングとなった路線の一つといえる。また、ちょうどこの時期はバブル絶頂期とも相まって利用客も多く、特急便や筑豊便も設定された全盛期には平日でも満席になる事も多くほとんどが2台での運行、週末や連休・繁盛期などは続行便も5台以上出る事も珍しい事ではなかった。だが、1990年代後半頃よりバブル崩壊の影響、山陽新幹線の高速化や利便性向上ならびに割引きっぷの導入、瀬戸内海を航行するフェリーの設備向上などによって利用客も減少傾向が少しずつ見られるようになり、特急便や筑豊便が廃止されるなど陰りが見え始めた。さらに2000年代に入ると、格安高速バス（旧ツアーバス）が登場し複数の事業者が競い合うように台頭し始め、さらには格安航空会社（LCC）による航空便の就航などに伴ってさらなる利用客離れに拍車が掛かる形となり、本路線としても様々な打開策（運賃の見直し（福岡・北九州片道運賃を統一し福岡県内どこから乗っても同一運賃とする、往復割引運賃を廃止しカレンダー制割引運賃を導入　など）、運行経路の変更ならびに既存路線との統合（「きょうと号」と統合して起終点を京都まで延伸、神戸三宮・USJへの停車など））で対抗するも、いずれも採算面での抜本的な収支改善には至らず、最終的にはこれ以上の路線維持は困難という判断が下される結末となり、2017年3月31日の運行を以って34年という長い歴史に終止符が打たれる事となった。
全席座席指定制のため、乗車には事前の予約が必要だった。

## 運行会社
- 阪急バス（運行開始日から2003年1月30日まで）
  - 担当営業所：豊中営業所

- 阪急観光バス（2003年1月31日から運行休止日まで）
  - 担当営業所：大阪営業所
  - 阪急バス・阪急観光バスの福岡側の運行支援業務は2010年3月までは西日本鉄道千代自動車営業所が担当していたが、以後は西日本鉄道愛宕浜自動車営業所に変更された。

- 西日本鉄道（運行開始日から運行休止日まで）
  - 担当営業所：博多自動車営業所
  - 西鉄の関西側の運行支援業務は阪急バス豊中営業所→阪急観光バス大阪営業所が担当していたが、京都延伸後における待機・休憩・整備は京阪バス洛南営業所で行っていた。

## 運行経路・停車停留所
太字は停車停留所。関西地区内および福岡地区内のみの相互利用はともに不可。
京都駅八条口〈ホテル京阪前〉 - （阪神高速8号京都線） - 久御山JCT - （京滋バイパス） - 大山崎JCT - 高速長岡京 - 大山崎JCT - （名神高速道路） - 吹田IC  - 千里中央 - 千里ニュータウン〈桃山台駅〉 - 新大阪〈阪急高速バスターミナル〉 - （国道423号新御堂筋） - 大阪梅田〈阪急三番街高速バスターミナル〉 - ユニバーサル・スタジオ・ジャパン - （阪神高速2号淀川左岸線） - 北港JCT - （阪神高速5号湾岸線） - 神戸三宮〈ミント神戸〉 - （阪神高速3号神戸線・31号神戸山手線・7号北神戸線・山陽自動車道・関門橋・九州自動車道） - 門司IC - （北九州都市高速4号線） - 富野出入口 - （平和通り・小文字通り） - 小倉駅前 - （国道199号） - 砂津 - （国道3号・国道199号） - 足立出入口 - （北九州都市高速4号線） - 黒崎IC〈引野口〉 - （北九州都市高速4号線） - 八幡IC - （九州自動車道） - 福岡IC - （都市高速4号線・1号線・環状線） - 博多駅東出入口 / 呉服町出入口 - 博多バスターミナル - 西鉄天神高速バスターミナル
- 途中休憩は三木SA、壇之浦PA（福岡行き）、めかりPA（京都行き）で実施される。また玖珂PAなどにも停車したが、車両点検・乗務員交代等のため乗客は外に出られなかった。
- 京都駅はホテル京阪前であるが、これは京阪バスと西鉄が運行していた「きょうと号」を統合したため[1]。阪急バスの他の路線は烏丸口の京都新阪急ホテル前発着となっていた。

### 1990年代初頭において運行されていた系統
この当時は大阪と福岡県内間を以下の4系統において運行されていた。
ムーンライト号（各停）
- 大阪梅田 - 新大阪 - 千里ニュータウン - 宝塚インター - 西宮名塩 - 西宮北インター - 門司（桟橋通り） - 砂津 - 小倉駅前 - 引野口（黒崎インター） - 天神 - 博多駅交通センター
  - 現行系統の根源に当たる。なお、この当時は天神においては大阪行が天神バスセンター（現：西鉄天神高速バスターミナル）発であるのに対し福岡行が信用金庫前バス停（路上）で降車扱いをおこなっていた。

ムーンライト号（特急便）
- 大阪梅田 - 新大阪 - 千里ニュータウン - 《この間はノンストップ》 -  天神 - 博多駅交通センター
  - 前者が早発便として20時台発であるのに対して、こちらは第2便として23時台発としていた。1999年7月の改正において廃止となった。

ムーンライト号（筑豊便）
- 大阪梅田 - 新大阪 - 千里ニュータウン - 宝塚インター - 西宮名塩 - 西宮北インター - 高速門司港 - 戸畑浅生通り - 八幡中央二丁目 - 黒崎バスセンター - 引野口（黒崎インター） - 緑ヶ丘 - 直方バスセンター - 飯塚バスセンター - 後藤寺バスセンター - 後藤寺営業所
  - 本家のムーンライト号福岡便の停留所からは全て距離が離れすぎている観点から筑豊地区において利便性向上を目的に開設されたもの。1993年に廃止され、その後は高速門司港と引野口をムーンライト号福岡便に、後述のちくご号を直方・飯塚に停車させることで対処したが、ちくご号は1999年1月に廃止されている。

ちくご号
- 大阪梅田 - 新大阪 - 千里ニュータウン - 宝塚IC - 西宮名塩 - 西宮北IC - 西鉄久留米バスセンター - 八女IC - 大牟田駅 - 大牟田営業所 - 荒尾営業所
  - 詳細は後述の「ちくご号」を参照

## 運行回数・所要時間
- 夜行便1日1往復。
- 所要時間
  - 京都駅 → 西鉄天神高速バスターミナル 10時間55分
  - 大阪梅田 → 西鉄天神高速バスターミナル 9時間50分
- 距離 - 680km

## 歴史
全盛期には深夜近くに出発し北九州地区を通過する便も運行され、大阪 - 福岡間は2往復体制となっていたほか、大阪市と筑豊（黒崎・直方・飯塚・後藤寺）を結ぶ便や、大阪と久留米・大牟田・荒尾を結ぶ「ちくご号」もあった。また関西と福岡県を結ぶ路線として、ほかに京都・枚方 - 北九州・福岡間に「きょうと号」、奈良・天理 - 北九州・福岡間に「やまと号」、神戸・姫路 - 北九州・福岡間に「山笠号」が運行されていた。
1990年代から乗客の減少により順次これらの路線の廃止・統合を進め、末期は西鉄が運行する関西と福岡を結ぶ路線は京都・大阪 - 北九州・福岡間1往復のみとなっていた。
- 1983年3月24日 - 阪急バスと西日本鉄道（西鉄）の共同運行で大阪-北九州・福岡線の運行開始
  - 大阪-北九州間の運賃は8000円、大阪-福岡間の運賃は9000円だった。
- 1986年 - 夜行高速バスでは初めてとなる3列独立シートを導入。その後「ノクターン号」や「キャメル号」がこれに追随し、夜行高速バスにおける標準仕様の一つとなる。
- 1989年
  - この年 - 西鉄運行便に限り、西鉄と杉本工業が共同開発したフルリクライニング可能なスリーピングシートや各座席を仕切るプライベートカーテンを先行投入し他社との差別化を図る。
  - 9月21日 - 大阪-久留米・荒尾線「ちくご号」運行開始
- 1990年2月14日 - 大阪-北九州・福岡線増回[2]。特急系統及び黒崎インター系統の新設
- 1991年
  - 3月20日 - 黒崎バスセンター（北九州市八幡西区）への路線延長
  - 12月20日 - 路線延長。黒崎BCを飯塚BCへ
- 1992年11月1日 - 一部区間を中国道経由から山陽道経由へ変更（広島北JCT～山口JCT）
- 1993年
  - 8月1日 - 大阪 - 北九州・筑豊線路線休止（「ちくご号」を筑豊経由として実質的に系統統合）
  - 12月26日 - 山陽道経由に変更（姫路東～広島間全通による）
- 1995年
  - 8月1日 - 大阪 - 北九州・福岡線一部路線廃止（飯塚BC～後藤寺営業所間）
  - 11月1日 - 北九州・福岡、筑豊・荒尾線ともに運賃改定
- 1997年2月27日 - 西鉄天神バスセンター開業による路線変更
- 1999年
  - 1月31日 - この日をもって「ちくご号」廃止。
  - 2月1日 - 千里中央へ新規停車。
  - 3月27日 - 都市高速経由とし、路線を変更する
  - 7月1日 - 大阪-北九州・福岡線直通系統廃止。当時の停留所は大阪梅田、新大阪、千里ニュータウン、千里中央、博多駅、西鉄天神BC
- 2000年
  - 2月1日 - 大阪-筑豊・荒尾線廃止
  - 12月20日 - 淡河（おうご）へ新規停車。
- 2003年1月31日 - 同日大阪発便より運行会社を阪急バス（豊中営業所）から阪急観光バスへ移管
- 2004年10月7日 - 東広島市の山陽道で大阪発福岡行の西鉄便がトラックへの追突事故を起こし、乗客ら13名が負傷。運転士が規定の交替を行っていなかったことが事故の原因とみられた[3]。
- 2010年
  - 4月2日 - 西鉄バスのリストラ・再編に伴い、当路線は京都 - 福岡間「きょうと号」を統合し、京都駅八条口へ延伸。停留所は京都駅八条口以外は追加せず、大阪梅田以西の時刻は変更しない[4][5][6]。
  - 7月1日 - 阪急観光バスの福岡側の運行支援業務を千代自動車営業所から博多自動車営業所に変更
  - 7月1日 - キャナルシティ博多に新規停車。淡河には停車しなくなる。
- 2013年
  - 2月1日 - 三宮バスターミナル（ミント神戸）経由に変更[7]。
  - 8月1日 - 運賃パターンが「はかた号」「Lions Express」で既に導入されている時期や曜日によって運賃が変動する4パターンの運賃カレンダー制を導入。また、福岡地区発と北九州地区発の運賃が統一され、往復割引は廃止になる[8]。
- 2014年
  - 9月1日 - ダイヤ改正[9]。新たに高速長岡京バス停に停車する。代わりに、キャナルシティ博多と高速門司港には停車しなくなる。
  - 12月18日 - ダイヤ改正[10]。新たに、ユニバーサル・スタジオ・ジャパンに停車する。代わりに、宝塚インターバス停は廃止となり、一部バス停の到着順序も変更になる（大阪（阪急梅田）→新大阪→千里ニュータウン→千里中央）。それに伴い、福岡・北九州 - ユニバーサル・スタジオ・ジャパン線は12月16日（本来の最終日であった12月17日は雪のため運休）を以て運行終了となった。
- 2016年12月1日 - 運賃改定[11]。A・B運賃は値上げとなるが、C・D運賃は値下げになり、更にD運賃設定日には21日前もしくは14日前までにWEB申し込み及びクレジット決済で最大20%OFFになる「WEB早割21」「WEB早割14」を導入する。
- 2017年3月31日 - この日をもって運行休止[12]。

## 車両
1983年の運行開始当初から三菱ふそう車（車体は西日本車体工業（西工）、PJ-車以降は三菱ふそうバス製造）が使われてきたが、2007年には阪急観光バスが日野自動車製ニューセレガを導入した。ニューセレガは直結クーラー仕様となっているため他車種より車高が高く、スーパーハイデッカーでは屋根高さの関係で阪急三番街バスターミナルに入線できないことからハイデッカー車となった。
かつては、両社共通の塗装（いわゆる「ムーンライトカラー」。写真参照）が採用されており、共同運行による一体感を持たせていた。
初代の車両はハイデッカー・4列シートで、わずか3年後の1986年には代替された。初代車両は西鉄ではしばらくの間予備車として残留し、多客時の続行便などに使用された。阪急バスでは丹後海陸交通に譲渡され京都～間人の快速バスに使用された。走行距離の長さもさることながら、中国自動車道での融雪剤散布の影響で車体の劣化が著しく進んだのも代替が早かった理由である。2代目車両も3年後には新車が登場して予備車となった。
阪急観光バス
阪急バスから譲渡されたMFBM純正車体の三菱ふそう・エアロクィーンI、西工ネオロイヤルSD-II車体のエアロクィーンI、自社導入の日野・ニューセレガHDが使用された。塗装は阪急高速バス共通塗装であった。路線休止後は、阪急バスからの移籍車は廃車、自社導入車は廃車売却され、うち1台については加越能バスに移籍し、氷見・高岡 - 岐阜・名古屋線専用車として使用されている。
西日本鉄道
西工ネオロイヤルSD-II車体の三菱ふそう・エアロクィーンI、MFBM純正車体の三菱ふそう・エアロクィーンIハイウェイライナー、三菱ふそう・エアロバス（西工ネオロイヤルSD-I）が使用される。かつては、繁忙期などは「火の鳥カラー」と呼ばれる九州島内向けハイデッカー車両も続行車で使用される事もあった。初代から続く塗装はベージュ色地に黄色・オレンジ・茶色の帯を入れたもので、「ムーンライトカラー」と呼ばれ、西鉄の他の夜行路線でも採用されていたが、1997年を最後にこの塗装の車両の新規導入は途絶えているのに加え、これらは経年による排ガス規制によって大阪府・兵庫県内への乗り入れが出来なくなった事から、2000年代後半以降は「白夜行」と呼ばれる同社夜行路線用共通塗装（元々は「はかた号」・「どんたく号」専用塗装だった）の車両が使用されていた。路線休止後は他路線へ転用されている。

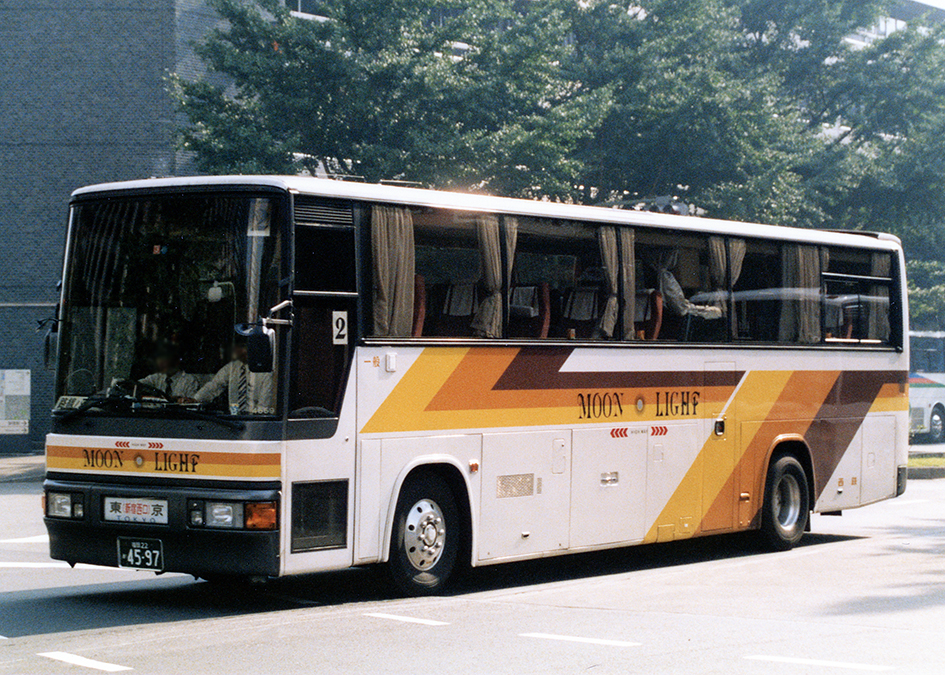
西日本鉄道 社番4559/福岡22か 4597（三菱ふそうU-MS729S） 1991年式でムーンライトカラー、愛称名入り。写真ははかた号で使用中のもの。
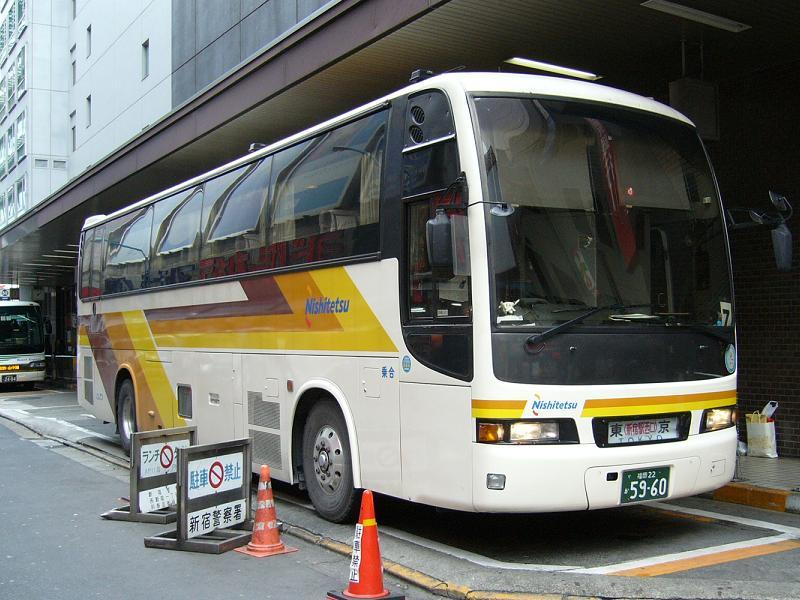
西日本鉄道 社番3270/福岡22か 5960（三菱ふそうKC-MS822P） 1997年式。ムーンライトカラーで導入された最後の車両で、塗装は左画像の車両と同じであるが愛称名表記は省略されている。写真ははかた号で使用中のもの。

## ちくご号（廃止）

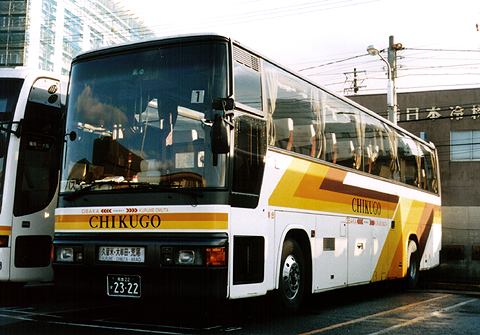
西日本鉄道 「ちくご号」初代専用車両

ちくご号（ちくごごう）とは、大阪府大阪市と福岡県直方市・飯塚市・久留米市・八女市・大牟田市・熊本県荒尾市を結んだ夜行高速バスである。夜行高速バス全盛期に、「ムーンライト号」の久留米・大牟田地区からの予約申し込みが多いことを受け、荒尾・大牟田・久留米 - 大阪の系統で運行を開始したものであった。
大阪 - 荒尾間の所要時間は11時間05分であった。九州地区での停車地は福岡地区を避け大牟田・久留米地区と筑豊地区をターゲットとしたため、運行時間帯に多少の差が生じていた。
1999年1月31日の出発便をもって廃止された。

### ちくご号運行経路
廃止時点の運行経路を示す。太字は停車停留所。関西地区内および筑豊・筑後地区内のみの相互利用はともに不可。
大阪梅田〈阪急三番街高速バスターミナル〉 - （国道423号新御堂筋） - 新大阪〈阪急高速バスターミナル〉 - 千里ニュータウン〈桃山台駅〉  - 千里中央 - （大阪府道2号大阪中央環状線） - 中国池田IC - （中国自動車道） - 宝塚IC - 西宮名塩 - 西宮北IC - （山陽自動車道・中国自動車道・関門橋・九州自動車道） - 八幡IC - 直方バスセンター - 飯塚バスセンター - （八木山バイパス・国道201号） - 福岡IC - （九州自動車道） - 久留米IC - 西鉄久留米バスセンター - 久留米IC - 八女IC - 南関IC - 大牟田駅前 - 西鉄大牟田営業所 - 西鉄荒尾営業所　
- 運行開始当初は筑豊地区（直方・飯塚）には停車せず九州自動車道を久留米ICまで直行していた。1993年にムーンライト号筑豊便の廃止を受けて、本路線が筑豊地区2箇所へ停車することで対処したものであった。
- 飯塚バスセンター - 西鉄久留米バスセンター間は、距離的に短い冷水道路・冷水トンネル経由ではなく、八木山バイパス・国道201号を経由し福岡ICから再度九州自動車道を走行するルートだった。

### ちくご号使用車両
「ちくご号」には、廃止時点で両社とも三菱ふそうエアロクィーン西工ネオロイヤルSD-IIが使用され、形式は何れもKC-MS822Pであった。当系統廃止後、阪急車両は主に大阪～鹿児島線「さつま号」で使用され、西鉄車両は福岡～鹿児島線「桜島号」夜行便や福岡～宮崎線「フェニックス号」夜行便等で使用されていたが、経年により現在は両社とも廃車となっている。

## 福岡・北九州 - ユニバーサル・スタジオ・ジャパン線（廃止）

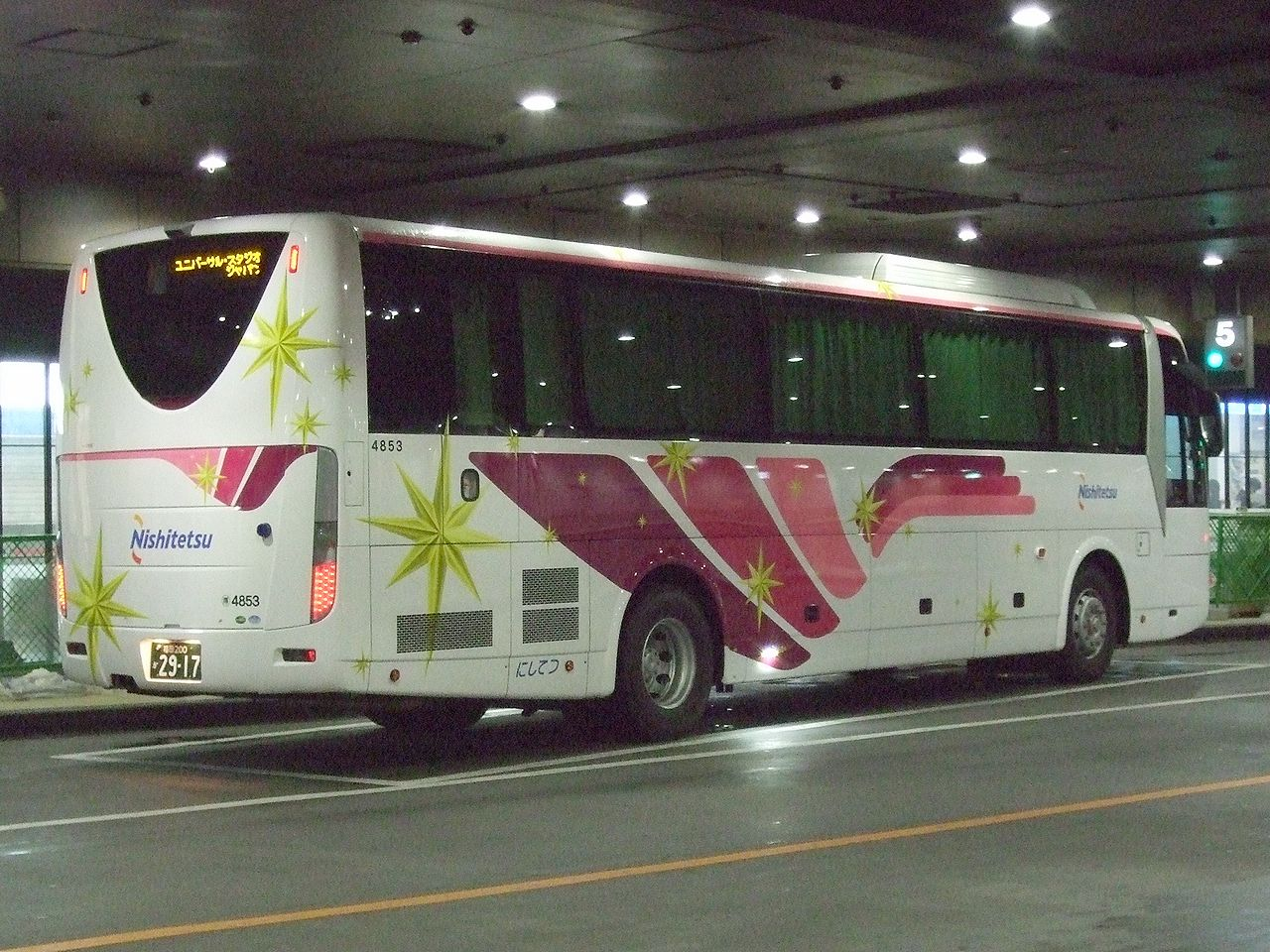
天神バスセンターに停車中のユニバーサル・スタジオ・ジャパン行き

大阪市のユニバーサル・スタジオ・ジャパン(USJ)と北九州市・福岡市を結ぶ路線で、2014年7月18日に運行を開始した。
西鉄の単独運行で、全区間の所要時間はUSJ行きが9時間25分、福岡行きが11時間37分。ムーンライト号が2014年12月18日からユニバーサル・スタジオ・ジャパンに停車するのに伴い、本バスは2014年12月16日で運行終了。本来は12月17日で運行終了の予定だったが、同日は天候不順で当日の夜行高速バスの便がほぼ全て運休になり、実質的には12月16日出発便を以て運行終了となった。

### 運行経路
ユニバーサル・スタジオ・ジャパン - 小倉駅前 - 砂津 - 黒崎インター（引野口） - 博多バスターミナル - 西鉄天神バスセンター

### 使用車両
ハイデッカー車の三菱ふそう・エアロエースを使用した。外装は本州向け夜行路線でありながら「火の鳥カラー」と呼ばれる九州島内向け中・長距離昼行車の塗装をベースに星模様が入っていた。座席は前後間隔の広い4列シート。車内設備・サービスは車内後部水洗トイレ・座席コンセント・毛布・使い捨てスリッパが備えられていた。路線廃止後は夜行予備車として繁盛期には「どんたく号」などの続行用として使用されたが、2015年7月からは子会社の西鉄バス北九州に移籍し、主に「北九州 - 湯布院線」（亀の井バスと共同運行、2015年7月18日～同年12月27日までの期間限定）にて使用されたのち、同路線運行終了後は再び西鉄本体に戻り星模様が消され1台は博多営業所所属において「島原号」として使用された後、2台共に福岡高速営業所所属において主に「とよのくに号」に使用されていたが、現在は「桜島号」（昼行便）において使用されている。

## 競合他社など

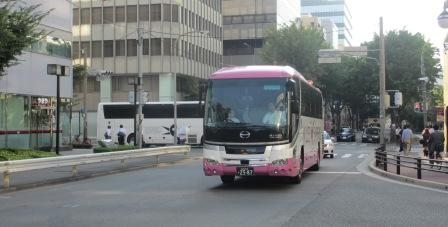
福岡市博多区内を走るWILLER　EXPRESS（前）とムーンライト号（後）

航空便や山陽新幹線のほかに、大阪南港・泉大津・六甲アイランドと北九州市の新門司港を結ぶフェリー（名門大洋フェリー・阪九フェリー）が存在する。
夜行高速バスとしては、新規参入の大阪バス・大新東・サンシャインエクスプレスのほか、大阪市・京都市・神戸市と北九州市・福岡市を結ぶツアーバスから移行した下記の新高速乗合バスが運行しており、本路線が休止されて以降は実質的に下記の路線が本路線の代替手段という形となっている。なお、WILLER EXPRESS（日本高速バス）と祐徳自動車が運行するウィラーエクスプレス大阪線の福岡市内の乗り場は当初他の新高速乗合バスが発着しているHEARTSバスステーション博多のみにおいて乗降扱いを行っていたが、2022年4月29日より博多バスターミナル（博多BT）に変更され、さらに2023年4月27日からは西鉄天神高速バスターミナル（天神高速BT）にも乗降扱いを開始した事により、博多BTにおいては本路線休止から5年ぶり、天神高速BTにおいては6年ぶりに大阪方面への夜行高速バスが乗り入れる事となった（ただし、博多BT・天神高速BTではいずれもウィラーエクスプレス大阪線の予約・乗車券発券はしないので、あらかじめ乗車前に乗車券を購入しておく必要がある）。
- オリオンバス（オー・ティー・ビー）
  - 京都駅八条口・大阪駅桜橋口・OCAT - 小倉駅新幹線口・HEARTSバスステーション博多
- Tenryo LINER（天領バス）
  - 京都駅八条口・大阪梅田（プラザモータープール）・神戸三宮 - 小倉駅新幹線口・HEARTSバスステーション博多
- AT LINER（AT LINER）
  - 難波・梅田YD・神戸市役所前 - 小倉駅新幹線口・HEARTSバスステーション博多
- ユタカライナー（ユタカ交通）
  - 京都駅八条口・大阪梅田（プラザモータープール）・難波・神戸三宮 - 小倉駅新幹線口・HEARTSバスステーション博多[14]（ユタカライナー）
- WILLER EXPRESS（日本高速バス・祐徳自動車）
  - WBT大阪梅田・USJ - 小倉駅新幹線口・天神高速BT・博多BT・高速金立・佐賀駅バスセンター
- ロイヤルエクスプレス（ロイヤルバス）
  - 難波・WBT大阪梅田・USJ・神戸三宮 - 小倉駅新幹線口・HEARTSバスステーション博多※多客時期のみ運行
- HEARTS・博多特急ニュースター号（大阪バス・ロイヤルバス）
  - 大阪駅桜橋口 - HEARTSバスステーション博多
- サン・アンド・ムーン（大新東）
  - 京都駅八条口・大阪梅田プラザモータープール・難波OCAT・神戸三宮 - 宇部バスストップ・小野田バスストップ・下関駅・HEARTSバスステーション博多
- サンシャインエクスプレス（サンシャインエクスプレス）
  - 京都駅八条口・大阪梅田プラザモータープール・神戸三宮 - HEARTSバスステーション博多

かつては西日本JRバス・南海電気鉄道（当時）・九州旅客鉄道（当時）・昭和自動車が大阪市・堺市と福岡市・前原市（現・糸島市）を結ぶ夜行高速バス「サザンクロス博多号」を、西日本JRバス・JR九州バスが大阪市・神戸市と福岡市を結ぶ昼行高速バス「山陽道昼特急博多号」をそれぞれ運行していた。また、2013年8月からはかつてのツアーバスから新高速乗合バスへ移行したつくしの観光バス運行の「ブルーライナー」（天王寺・梅田・神戸三宮 - 下関・博多）も運行されていたが、2014年8月30日の大阪発を以って運行休止、その後、2020年7月より同じく「ブルーライナー」の名称を受け継いだ森山観光バスが京都・大阪（OCAT）・神戸 - 下関・博多・糸島間の運行を開始するも、2022年1月に森山観光バスの経営破綻による事業停止により路線廃止となっている。